# Edwin Moses
Edwin Moses (n. 31 august 1955, Dayton, Ohio, SUA) este un fost atlet american, specializat în proba de 400 m garduri. A dominat această probă timp de mai bine de 10 ani.

## Carieră
În anul 1976 sportivul a câștigat medalia aur la Jocurile Olimpice de la Montréal. Anul următor a pierdut ultima sa cursă în urma germanului Harald Schmid, înainte de a câștiga 122 de curse consecutive până în 1987. Nu a participat la Jocurile Olimpice din 1980 din cauza boicotului american după invazia Afganistanului de către armata sovietică. Dar a cucerit titlul la Campionatul Mondial din 1983 în fața lui Harald Schmid. La Jocurile Olimpice din 1984, la Los Angeles, a câștigat din nou medalia de aur după ce a rostit jurământul olimpic la festivitatea de deschidere. După zece ani, în vara anului 1987, Edwin Moses a fost învins de compatriotul său Danny Harris, dar la Campionatul Mondial din același an a cucerit din nou titlul în fața lui Danny Harris și Harald Schmid. La Jocurile Olimpice din 1988 Edwin Moses a obținut medalia de bronz, apoi s-a retras din activitate.
Atletul a stabilit patru recorduri mondiale. Cel mai bun timp al său a fost 47,02 s din 1983. Performanța americanului a rezistat timp de nouă ani până când Kevin Young a alergat 46,78 s la Jocurile Olimpice de la Barcelona.
Edwin Moses a fost introdus în Hall of Fame al Muzeului Olimpic și Paralimpic al SUA și al Asociației Internaționale a Federațiilor de Atletism.

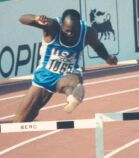
La CM din 1987
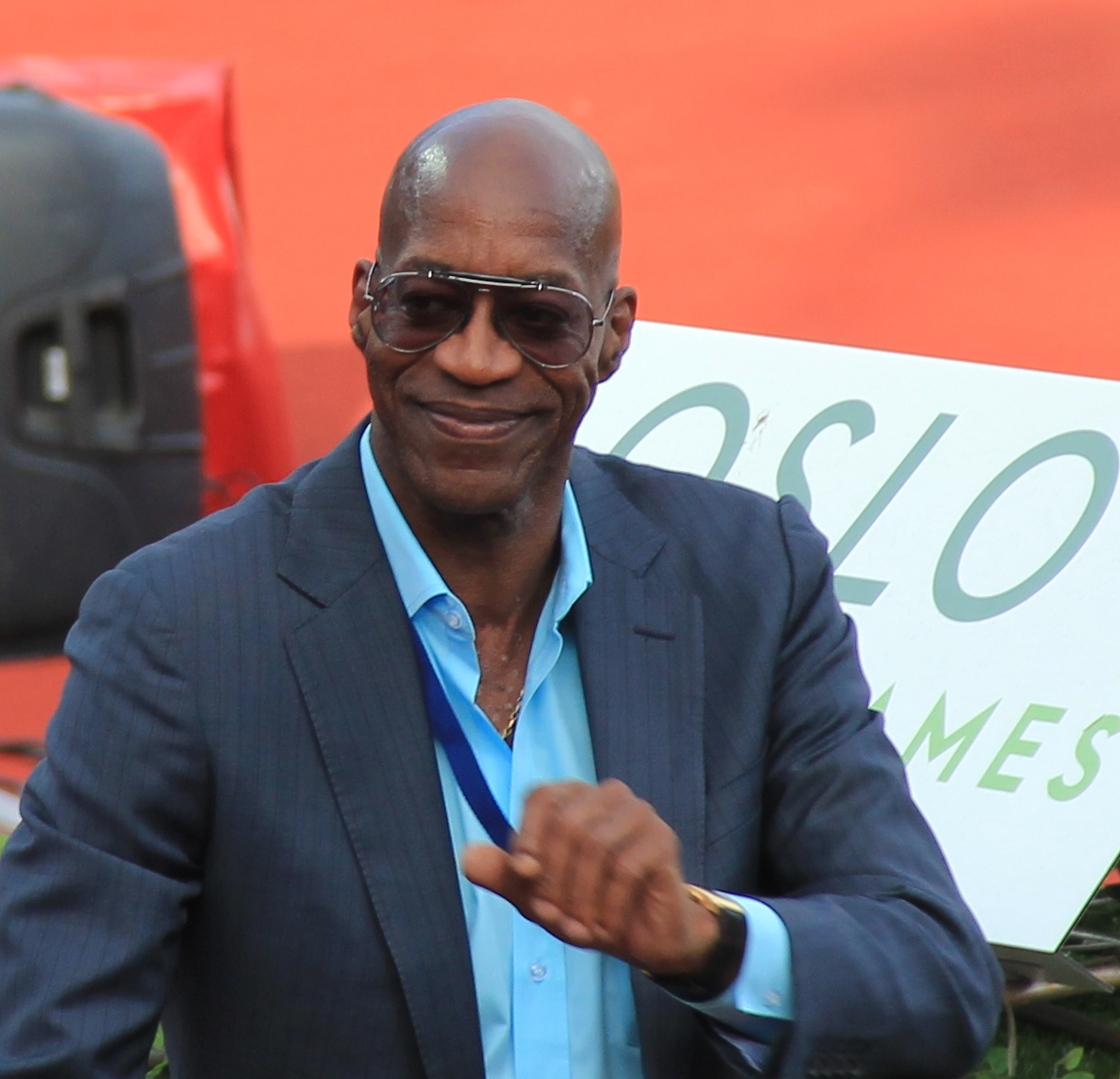
în 2017

## Palmares
| An   | Competiție          | Locație                    | Loc | Eveniment     | Note    |
| ---- | ------------------- | -------------------------- | --- | ------------- | ------- |
| 1976 | Jocurile Olimpice   | Montréal, Canada           | 1   | 400 m garduri | 47,64   |
| 1977 | Cupa Mondială       | Düsseldorf, Germania       | 1   | 400 m garduri | 47,58   |
| 1979 | Cupa Mondială       | Montréal, Canada           | 1   | 400 m garduri | 47,53   |
| 1981 | Cupa Mondială       | Roma, Italia               | 1   | 400 m garduri | 47,37   |
| 1983 | Campionatul Mondial | Helsinki, Finlanda         | 1   | 400 m garduri | 47,50   |
| 1983 | Campionatul Mondial | Helsinki, Finlanda         | 6   | 4×400 m       | 3:05,29 |
| 1984 | Jocurile Olimpice   | Los Angeles, Statele Unite | 1   | 400 m garduri | 47,75   |
| 1986 | Goodwill Games      | Moscova, Uniunea Sovietică | 1   | 400 m garduri | 47,94   |
| 1987 | Campionatul Mondial | Roma, Italia               | 1   | 400 m garduri | 47,46   |
| 1988 | Jocurile Olimpice   | Seul, Coreea de Sud        | 3   | 400 m garduri | 47,56   |

## Recorduri personale
| Probă         | Performanță | Dată           | Locație |
| ------------- | ----------- | -------------- | ------- |
| 400 m garduri | 47,02 s     | 31 august 1983 | Koblenz |